# Stojan Mamić
Stojan Mamić (Bjelovar, 8. lipnja 1957.), bivši je hrvatski nogometaš, bivši igrač splitskoga Hajduka, brat Zdravka i Zorana Mamića.

## Klupska karijera

### Igračke karakteristike
Mnogi treneri i bivši suigrači tvrde da je Stojan Mamić bio nevjerojatnih predispozicija, brz i sjajnih vještina. Imao je manu da je u obrani često bio zaboravan. Prema procjenama trenera Vojmira Kačića, nije bio mnogo zainteresiran za nogomet. Stojanov brat Zoran smatra da je Stojan bio mnogo većeg potencijala od onog što je ostvario, no nije uspio jer su treneri često bili nepravedni prema njemu.

### Zagrebački plavi
Karijeru je počeo u Zagrebačkim plavima koje je onda trenirao Ivan Ito Pavlica, bivši Hajdukov napadač. Preporučili su ga zagrebačkom Dinamu, no odbio ih je ondašnji Dinamov trener Vlatko Marković. Potom je Pavlica ponudio Mamića Hajduku kojeg je vodio Tomislav Ivić, a pomoćnici su bili Stanko Poklepović i Vojmir Kačić.

### Hajduk Split
U Hajduku je proveo dvije godine i vodi ga se kao osvajača naslova prvaka iz 1979. godine, premda nije nijednom nastupio. Nastupio je i na prijateljskoj utakmici, 27. siječnja 1980. godine na Poljudu, u kojoj je Hajduk pobijedio Manchester Uniteda sa 6:0. Sva 3 službena nastupa za splitski Hajduk su prvenstvene utakmice, bez pogodaka.
Prvi je nastup imao protiv Vardara u Splitu (0:0), 7. listopada 1979. godine. Odigrao je za splitski Hajduk ukupno 15 utakmica i postigao 4 pogotka na prijateljskim utakmicama. 
Statistika u Hajduku
| Natjecanje        | Nastupi | Zgoditci |
| ----------------- | ------- | -------- |
| Prvenstvo         | 3       | 0        |
| Kup               | 0       | 0        |
| Superkup          | 0       | 0        |
| Međunarodne       | 0       | 0        |
| Splitski podsavez | 0       | 0        |
| Ukupno            | 0       | 0        |
| Prijateljske      | 12      | 4        |
| Sveukupno         | 15      | 4        |

### Inozemstvo
Nakon splitskoga Hajduka igračku je karijeru je nastavio u kruševačkom Napretku i poslije u Americi.

## Nakon karijere
Imenovan je za člana uprave NK Mladost Ždralovi. Bio je prisutan i na kontroverznoj skupštini Dinama kojom je krenuo proces smjene Krešimira Antolića iz kluba.

## Priznanja

### Klupska
Hajduk Split
- Prvenstvo Jugoslavije (1): 1978./79.

## Vanjske poveznice
- Stojan Mamić, Buffalo Stallions 1981-82, 1982-83, Major Indoor Soccer League Players (engl.)